# Новая волна 2016
Новая волна 2016 (англ. New Wave 2016) — 15-й международный конкурс молодых исполнителей «Новая волна», который проходил с 3 по 9 сентября 2016 года в российском городе-курорте Сочи на сцене «New Wave Hall», специально сооружённой на площади Северного мола Морского вокзала для проведения конкурса. В конкурсе принимают участие 16 исполнителей из 12 стран мира. Прямую трансляцию конкурса в России осуществлял телеканал «Россия-1».
Специальными гостями фестиваля стали Рики Мартин и Стинг, которые выступили на церемониях открытия и закрытия, соответственно.

## Участники
В музыкальном конкурсе принимают участие 16 исполнителей, представляющие 12 стран: Беларусь, Болгарию, Грузию, Италию, Казахстан, Киргизию, Латвию, Молдавию, Россию, Украину, Хорватию, Эстонию.
| Страна     | Участник              |
| ---------- | --------------------- |
| Беларусь   | Саша Захарик          |
| Болгария   | Константин Работов    |
| Грузия     | Алиса Данелия         |
| Грузия     | Гиорги Надибаидзе     |
| Италия     | Вальтер Риччи         |
| Казахстан  | Дуэт «Сарын»          |
| Кыргызстан | Нурсултан Азыкбаев    |
| Латвия     | Саманта Тина          |
| Молдова    | Группа «Brio Sonores» |
| Россия     | Ясения                |
| Россия     | Группа N.E.V.A.       |
| Россия     | Денис Соколов         |
| Украина    | Галина Безрук         |
| Украина    | Анастасия Прудиус     |
| Хорватия   | Дино Елушич           |
| Эстония    | Кристьян Касеару      |

## Члены жюри
28 июля 2016 года был представлен состав жюри фестиваля. В их число вошли:
- Игорь Крутой — народный артист России, композитор (председатель жюри);
- Игорь Николаев — заслуженный деятель искусств России, певец, композитор;
- Леонид Агутин — заслуженный артист России, певец, композитор;
- Валерия — народная артистка России, певица;
- Константин Меладзе — заслуженный деятель искусств Украины, композитор, продюсер;
- Валерий Меладзе — заслуженный артист России, певец;
- Филипп Киркоров — народный артист России, композитор, продюсер;
- Ани Лорак — народная артистка Украины, певица;
- Анжелика Варум — заслуженная артистка России, певица, актриса;
- Димитрис Контопулос — композитор, продюсер;
- Виктор Дробыш — заслуженный артист России, композитор, продюсер;
- Юрий Костин — генеральный директор субхолдинга «ГПМ Радио»;
- Арман Давлетяров — генеральный директор российского национального музыкального канала «Муз-ТВ».

## Программа
18 марта 2016 года была представлена программа фестиваля:
- 3 сентября — церемония открытия, гала-концерт;
- 4 сентября — концерт «День кино», первый конкурсный день;
- 5 сентября — творческий вечер Олега Газманова;
- 6 сентября — концерт «Хит своей страны», вечер Виктора Дробыша, второй конкурсный день (дуэты);
- 7 сентября — вечер звёзд классической музыки;
- 8 сентября — концерт «День премьер», третий конкурсный день;
- 9 сентября — церемония закрытия, гала-концерт.

## Конкурсная программа

### 1-й конкурсный день (4 сентября)
Первый конкурсный день получил название «День кино» — участники исполнили песни из зарубежных фильмов. Жеребьёвка порядковых номеров выступлений конкурсантов прошла 3 сентября во время церемонии открытия фестиваля.
Ведущие: Лера Кудрявцева и Сергей Лазарев.
| №  | Страна     | Исполнитель           | Песня                            | Баллы | Место |
| -- | ---------- | --------------------- | -------------------------------- | ----- | ----- |
| 1  | Беларусь   | Саша Захарик          | «It’s a Man’s Man’s Man’s World» | 135   | 9-10  |
| 2  | Россия     | Денис Соколов         | «September»                      | 139   | 5-7   |
| 3  | Болгария   | Константин Работов    | «Skyfall»                        | 134   | 11-12 |
| 4  | Молдова    | Группа «Brio Sonores» | «All for Love»                   | 134   | 11-12 |
| 5  | Хорватия   | Dino                  | «Always»                         | 139   | 5-7   |
| 6  | Грузия     | Георгий Надибаидзе    | «I Don’t Want to Miss a Thing»   | 139   | 5-7   |
| 7  | Италия     | Вальтер Риччи         | «Superstition»                   | 142   | 2-3   |
| 8  | Украина    | Анастасия Прудиус     | «I Will Survive»                 | 140   | 4     |
| 9  | Россия     | Группа «N.E.V.A»      | «Flashdance… What a Feeling»     | 132   | 13    |
| 10 | Казахстан  | Дуэт «Сарын»          | «Beauty and the Beast»           | 131   | 14    |
| 11 | Россия     | Ясения                | «Parla più piano»                | 137   | 8     |
| 12 | Эстония    | Кристьян Касеару      | «Oh, Pretty Woman»               | 123   | 16    |
| 13 | Латвия     | Саманта Тина          | «Don’t Cry for Me Argentina»     | 129   | 15    |
| 14 | Грузия     | Алиса Данелия         | «Bad Girls»                      | 135   | 9-10  |
| 15 | Украина    | Галина Безрук         | «Freedom! '90»                   | 143   | 1     |
| 16 | Кыргызстан | Нурсултан Азыкбаев    | «Shape of My Heart»              | 142   | 2-3   |

### 2-й конкурсный день (6 сентября)
Второй конкурсный день получил название «День дуэтов» — участники выступят в дуэте с известными исполнителями российской и зарубежной эстрады. Жеребьёвка порядковых номеров выступлений конкурсантов прошла 30 августа в сочинском «Дельфинарии № 1».
Ведущие: Алексей Воробьёв и Липа.
| №  | Страна     | Исполнитель           | Артист в дуэте              | Песня                             | Баллы | Итог | Место         |
| -- | ---------- | --------------------- | --------------------------- | --------------------------------- | ----- | ---- | ------------- |
| 1  | Казахстан  | Дуэт «Сарын»          | Доминик Джокер              | «Просто любить тебя»              | 130   | 261  | 15 (14)       |
| 2  | Беларусь   | Саша Захарик          | Владимир Пресняков          | «Ангел мой»                       | 132   | 267  | 13 (9-10)     |
| 3  | Россия     | Ясения                | Авраам Руссо                | «Любовь которой больше нет»       | 137   | 274  | 6 (8)         |
| 4  | Кыргызстан | Нурсултан Азыкбаев    | ROMADI                      | «Девочка на шаре»                 | 134   | 276  | 5 (2-3)       |
| 5  | Украина    | Анастасия Прудиус     | «Jukebox Trio» и ms.Sounday | «Я тебя не люблю»                 | 130   | 270  | 9-10 (4)      |
| 6  | Латвия     | Саманта Тина          | Арсений Бородин             | «Never, Never»                    | 139   | 268  | 11-12 (15)    |
| 7  | Украина    | Галина Безрук         | Интарс Бусулис              | «Поздно»                          | 143   | 286  | 1 (1)         |
| 8  | Болгария   | Константин Работов    | Наталья Подольская          | «Расставание»                     | 134   | 268  | 11-12 (11-12) |
| 9  | Грузия     | Георгий Надибаидзе    | Кети Топурия                | «Она не твоя»                     | 141   | 280  | 4 (5-7)       |
| 10 | Грузия     | Алиса Данелия         | Сосо Павлиашвили            | «Я все ещё люблю»                 | 130   | 265  | 14 (9-10)     |
| 11 | Россия     | Группа «N.E.V.A»      | Ирина Дубцова               | «Я и ты»                          | 138   | 270  | 9-10 (13)     |
| 12 | Эстония    | Кристьян Касеару      | Нюша                        | «Была любовь»                     | 129   | 252  | 16 (16)       |
| 13 | Россия     | Денис Соколов         | Татьяна Ширко               | «Нежность моя»                    | 133   | 272  | 7-8 (5-7)     |
| 14 | Италия     | Вальтер Риччи         | Ademi                       | «Свет твоей любви» (англ. версия) | 141   | 283  | 2 (2-3)       |
| 15 | Молдова    | Группа «Brio Sonores» | Стас Пьеха                  | «Одна звезда»                     | 138   | 272  | 7-8 (11-12)   |
| 16 | Хорватия   | Dino                  | IVAN                        | «Help You Fly»                    | 143   | 282  | 3 (5-7)       |

### 3-й конкурсный день (8 сентября)
Второй конкурсный день получил название «День премьер» — участники исполнят свои новые композиции. Жеребьёвка порядковых номеров выступлений конкурсантов прошла 30 августа напротив ТЦ «Grand Marina» в Сочи.
Ведущий: Тимур Родригез и Елена Летучая.
| №  | Страна     | Исполнитель           | Песня | Баллы | Итог | Место (место после 2-го дня) |
| -- | ---------- | --------------------- | ----- | ----- | ---- | ---------------------------- |
| 1  | Россия     | Денис Соколов         |       | 134   | 406  | 8 (7-8)                      |
| 2  | Грузия     | Алиса Данелия         |       | 134   | 399  | 13 (14)                      |
| 3  | Хорватия   | Dino                  |       | 143   | 425  | 1-2 (3)                      |
| 4  | Кыргызстан | Нурсултан Азыкбаев    |       | 138   | 414  | 5 (5)                        |
| 5  | Казахстан  | Дуэт «Сарын»          |       | 132   | 393  | 15 (15)                      |
| 6  | Украина    | Анастасия Прудиус     |       | 135   | 405  | 9 (9-10)                     |
| 7  | Италия     | Вальтер Риччи         |       | 142   | 425  | 1-2 (2)                      |
| 8  | Украина    | Галина Безрук         |       | 138   | 424  | 3 (1)                        |
| 9  | Болгария   | Константин Работов    |       | 134   | 402  | 11 (11-12)                   |
| 10 | Эстония    | Кристьян Касеару      |       | 127   | 379  | 16 (16)                      |
| 11 | Россия     | Группа «N.E.V.A»      |       | 141   | 411  | 6-7 (9-10)                   |
| 12 | Беларусь   | Саша Захарик          |       | 128   | 402  | 14 (13)                      |
| 13 | Латвия     | Саманта Тина          |       | 132   | 400  | 12 (11-12)                   |
| 14 | Россия     | Ясения                |       | 129   | 403  | 10 (6)                       |
| 15 | Грузия     | Георгий Надибаидзе    |       | 140   | 420  | 4 (4)                        |
| 16 | Молдова    | Группа «Brio Sonores» |       | 139   | 411  | 6-7 (7-8)                    |

## Внеконкурсные выступления

### Открытие (3 сентября)
Ведущие: Тимур Родригез, Ксения Собчак, Сергей Лазарев, Липа, Алексей Воробьёв, Лера Кудрявцева и ведущие «Мурзилки Live» на «Авторадио» — Захар, Татьяна Гордеева и Михаил Брагин.
| Исполнитель                                                | Песня                    |
| ---------------------------------------------------------- | ------------------------ |
| Хор Академии популярной музыки Игоря Крутого «Новая волна» | «Новая волна»            |
| Полина Гагарина                                            | «Я не буду»              |
| Сергей Лазарев                                             | «You Are The Only One»   |
| Юлианна Караулова                                          | «Ты не такой»            |
| Валерий Меладзе и Константин Меладзе                       | «Мой брат»               |
| Любовь Успенская и Доминик Джокер                          | «Ну где ты был»          |
| «Банд’Эрос»                                                | «Не то, что вы подумали» |
| Филипп Киркоров                                            | «Сиртаки», «О любви»     |
| Зара                                                       | «Только ты»              |
| Иосиф Кобзон                                               | «Отпуск в Сочи»          |
| «IOWA»                                                     | «140»                    |
| Алёна Ланская                                              | «Остывший пляж»          |
| Alekseev                                                   | «Пьяное солнце»          |
| Таисия Повалий                                             | «Чай с молоком»          |
| «Jukebox Trio»                                             | «Спешите любить»         |
| Елена Темникова                                            | «Импульсы»               |
| Алексей Воробьёв                                           | «Сумасшедшая»            |
| Жасмин                                                     | «Три точки тире»         |
| Наташа Королёва                                            | «Я устала»               |
| Ани Лорак                                                  | «Удержи моё сердце»      |
| «Градусы»                                                  | «Градус 100»             |
| Лариса Долина                                              | «Это сильнее меня»       |
| Анжелика Варум и Игорь Крутой                              | «Опоздавшая любовь»      |
| Ирина Дубцова                                              | «Бойфренд»               |
| Рики Мартин                                                | «Livin’ la Vida Loca»    |
| Участники «Новой волны»                                    | «Чем измерить Сочи»      |

### Концерт «День кино» (4 сентября)
Ведущий: Никита Михалков.
Первый конкурсный день открыл концерт звёзд, получивший название «День кино» — звезды исполнили песни из отечественных кинолент.
| Исполнитель                                                                               | Песня                                                                              |
| ----------------------------------------------------------------------------------------- | ---------------------------------------------------------------------------------- |
| Филипп Киркоров                                                                           | «Просто подари» (из к/ф «Любовь в большом городе»)                                 |
| Игорь Крутой                                                                              | «Есть только миг» (из к/ф «Земля Санникова»)                                       |
| Мариам Мерабова и Армен                                                                   | «Колыбельная» (из к/ф «Цирк»)                                                      |
| Александр Розенбаум                                                                       | «Песня о друге» (из к/ф «Вертикаль»)                                               |
| Лев Лещенко и Яна Меликаева                                                               | «Эхо любви» (из к/ф «Судьба»)                                                      |
| Илья Киреев, Сергей Крылов, Алексей Воробьёв                                              | «Если б я был султан» (из к/ф «Кавказская пленница, или Новые приключения Шурика») |
| Леонид Агутин                                                                             | «Не позволь мне погибнуть» (из к/ф «Брестская крепость»)                           |
| Вадим Эйленкриг (труба), Георгий Юфа (виолончель) и Эдуард Артемьев (рояль)               | «Три товарища» (из к/ф «Свой среди чужих, чужой среди своих»)                      |
| Лолита                                                                                    | «Нежность» (из к/ф «Три тополя на Плющихе»)                                        |
| Мариам Мерабова, Георгий Юфа и хор Академии популярной музыки Игоря Крутого «Новая волна» | «Ветер перемен» (из к/ф «Мэри Поппинс, до свидания»)                               |
| Никита Михалков                                                                           | «Я шагаю по Москве» (из к/ф «Я шагаю по Москве»)                                   |

### Творческий вечерОлега Газманова(5 сентября)
Ведущие: Родион Газманов и Аврора.
| Исполнитель                                       | Песня                                         |
| ------------------------------------------------- | --------------------------------------------- |
| Олег Газманов, Александр Маршал, Александр Буйнов | «Я рожден в Советском Союзе, сделан я в СССР» |
| Филипп Киркоров                                   | «Единственная моя»                            |
| Ани Лорак                                         | «Я останусь с тобой»                          |
| Николай Басков                                    | «Морячка»                                     |
| Ирина Аллегрова                                   | «Есаул»                                       |
| Игорь Крутой, Игорь Николаев и Олег Газманов      | «Доча»                                        |
| Лайма Вайкуле и Интарс Бусулис                    | «Балтийский берег»                            |
| «А’Студио»                                        | «Дождись»                                     |
| Александр Розенбаум                               | «Офицеры»                                     |
| Олег Газманов и Кубанский казачий хор             | «Эскадрон»                                    |
| Иосиф Кобзон и Кубанский казачий хор              | «Я не верю»                                   |
| Любовь Успенская                                  | «Ах, ты доля, моя доля»                       |
| Олег Газманов и Тамара Гвердцители                | «Вороной»                                     |
| Валерий Леонтьев                                  | «Грешный путь»                                |
| «Дискотека Авария»                                | «А я девушек люблю»                           |
| Сосо Павлиашвили                                  | «Мои ясные дни»                               |
| Дима Билан и Данил Плужников                      | «Мама»                                        |
| Леонид Агутин, Родион Газманов, Миша Григорян     | «Танцуй пока молодой»                         |
| Родион Газманов                                   | «Парами»                                      |
| Зара                                              | «Я не могу без тебя жить»                     |
| Нюша                                              | «Нарисовать мечту»                            |
| Лев Лещенко                                       | «Друг»                                        |
| Жасмин                                            | «Бродяга»                                     |
| Олег Газманов                                     | «Путана»                                      |
| Доминик Джокер                                    | «Моя любовь»                                  |
| Ирина Дубцова                                     | «Прощай»                                      |
| Олег Газманов                                     | «Когда мне будет sixty five»                  |
| Все участники                                     | «Мы вместе»                                   |

### Творческий вечер Виктора Дробыша (6 сентября)
Ведущие: Кристина Орбакайте и Валерия.
Во второй конкурсный день состоялся творческий вечер Виктора Дробыша — звезды исполнили песни из отечественных кинолент.
| Исполнитель                        | Песня                 |
| ---------------------------------- | --------------------- |
| Кристина Орбакайте и Валерия       | «Любовь не продаётся» |
| Стас Пьеха                         | «На ладони линия»     |
| Валерия                            | «Часики»              |
| Татьяна Овсиенко и Виктор Салтыков | «Берега любви»        |
| Слава                              | «Одиночество»         |
| Зара и Александр Розенбаум         | «Любовь на бис»       |
| Александр Коган                    | «Кто кого бросил»     |
| Кристина Орбакайте                 | «Да-ди-дам»           |
| Ирина Аллегрова и IVAN             | «Кино о любви»        |
| Ирина Аллегрова и Григорий Лепс    | «Я тебе не верю»      |
| Григорий Лепс                      | «Криминал»            |
| «Бурановские бабушки»              | «Party for Everybody» |

### Творческий вечер Игоря Крутого (7 сентября)
| Исполнитель                                                                        | Песня                                         |
| ---------------------------------------------------------------------------------- | --------------------------------------------- |
| Михаил Ефремов                                                                     | «Ты в моём сентябре»                          |
| Дмитрий Хворостовский                                                              | «Il guerriero buono», «Bolero»                |
| Юсиф Эйвазов                                                                       | «L’istante prima dell’amore»                  |
| Анна Нетребко                                                                      | «La fantasia», «Angels pass away»             |
| Алёна Бабенко                                                                      | «Сон, увиденный во сне»                       |
| Лев Лещенко                                                                        | «Сонет Шекспира»                              |
| Анжелика Варум                                                                     | «Lou», «Женщина шла»                          |
| Юрий Башмет                                                                        | «Pioggia d’aprile», «Running»                 |
| Михаил Ефремов                                                                     | «Я скучаю по тебе, даже когда сплю»           |
| Лара Фабиан                                                                        | «Llora», «Je t’aime encore»                   |
| Алина Яровая                                                                       | «Carpe omnis»                                 |
| Юсиф Эйвазов                                                                       | «Ricomincero», «Se tu almeno fossi qui»       |
| Анна Нетребко                                                                      | «Forse non fu», «Red tango»                   |
| Анна Нетребко и Юсиф Эйвазов                                                       | «Одна любовь»                                 |
| Алёна Бабенко                                                                      | Музыка из к/ф «Родственный обмен»             |
| Чо Суми                                                                            | «Impossible love»                             |
| Дмитрий Хворостовский и Чо Суми                                                    | «Canzonetta semplice»                         |
| Дмитрий Хворостовский и хор Академии популярной музыки Игоря Крутого «Новая волна» | «Il bambino che e in me»                      |
| Дмитрий Хворостовский и Лара Фабиан                                                | «Toi et moi»                                  |
| Лара Фабиан                                                                        | «Mademoiselle Hyde», «Любовь, похожая на сон» |
| Алёна Бабенко и Михаил Ефремов                                                     | «Когда я закрываю глаза»                      |
| Анна Нетребко                                                                      | «Credo»                                       |
| Лара Фабиан, Чо Суми и хор Академии популярной музыки Игоря Крутого «Новая волна»  | «Sons and daughters»                          |
| Дмитрий Хворостовский и Чо Суми                                                    | «Ulisse»                                      |
| Лара Фабиан, Алина Яровая и Дмитрий Хворостовский                                  | «Ti amo cosi»                                 |

### День премьер (8 сентября)
Ведущие: Ксения Собчак и Максим Виторган.
| Исполнитель                             | Песня                                    |
| --------------------------------------- | ---------------------------------------- |
| «Ленинград»                             | «Экспонат», «Кольщик», «В Питере — пить» |
| «Дискотека Авария» и Филипп Киркоров    | «Яркий Я»                                |
| «Therr Maitz»                           | «Love is like»                           |
| Тамара Гвердцители                      | «По небу босиком»                        |
| Наталья Подольская и Владимир Пресняков | «Дыши»                                   |
| Николай Басков                          | «Я подарю тебе любовь»                   |
| Ани Лорак и Игорь Крутой                | «Разве ты любил»                         |
| Леонид Агутин                           | «Отец рядом с тобой»                     |
| «А’Студио» и Slim                       | «Далеко»                                 |
| Игорь Николаев                          | «Две любви»                              |
| Валерия                                 | «Тело хочет любви»                       |
| Дима Билан                              | «Неделимые»                              |
| Ирина Аллегрова                         | «Зрелая любовь»                          |
| Филипп Киркоров                         | «Химера»                                 |

### Закрытие (9 сентября)
Ведущие: Лера Кудрявцева, Сергей Лазарев, Липа, Тимур Родригез, Ксения Собчак, Александр Ревва.
| Исполнитель                             | Песня |
| --------------------------------------- | --- |
| «Sting»                                 | «Desert Rose», «Message In A Bottle», «Englishman in New York», «I Can’t Stop Thinking About You», «Every Breath You Take» |
| «Валерия»                               | «Океаны» |
| «Николай Басков (Pokemon-Коля)»         | «Обниму тебя» |
| «Кристина Орбакайте»                    | «Ты мой» |
| «Сосо Павлиашвили»                      | «Берегите пацаны» |
| «ВИА Гра»                               | «Так сильно» |
| «Александр Буйнов»                      | «100 недель» |
| «Сергей Лазарев»                        | «Идеальный мир» |
| «MBAND»                                 | «Всё исправить» |
| «Валерий Леонтьев»                      | «Это любовь» |
| «Нюша»                                  | «Целуй» |
| «Артур Пирожков»                        | «Любовь» |
| «Антон Беляев» и группа «Therr Maitz»   | «Make it last» |
| «Burito»                                | «?» |
| «А-Студио»                              | «только с тобой» |
| «Walter Ricci»                          | «Dentro un film» |
| «Intars Busulis»                        | «Дело вкуса» |
| «Лайма Вайкуле»                         | «у тебя всегда есть я» |
| «Игорь Николаев»                        | «Мы совпали с тобой» |
| «DINO»                                  | «Father» |
| «Валерий Меладзе»                       | «Прощаться Нужно Легко» |
| «Лолита»                                | «На Титанике» |
| «Александр Розенбаум»                   | «Если я сумею» |
| «Ирина Аллегрова»                       | «Made in Russia» |
| «Филипп Киркоров»                       | «Любовь Или Обман» |
| «Филипп Киркоров» и «Сопрано Турецкого» | «Ты все, что нужно мне» |
| «все вместе поют»                       | «уходит праздник» |

## Итоги
| Место | Страна     | Участник              | Баллы |
| ----- | ---------- | --------------------- | ----- |
| 1     | Хорватия   | Дино Елушич           | 425   |
| 1     | Италия     | Вальтер Риччи         | 425   |
| 2     | Украина    | Галина Безрук         | 424   |
| 3     | Грузия     | Гиорги Надибаидзе     | 420   |
| 4     | Кыргызстан | Нурсултан Азыкбаев    | 414   |
| 5     | Молдова    | Группа «Brio Sonores» | 411   |
| 5     | Россия     | Группа «N.E.V.A»      | 411   |
| 6     | Россия     | Денис Соколов         | 406   |
| 7     | Украина    | Анастасия Прудиус     | 405   |
| 8     | Россия     | Ясения                | 403   |
| 9     | Болгария   | Константин Работов    | 402   |
| 10    | Латвия     | Саманта Тина          | 400   |
| 11    | Грузия     | Алиса Данелия         | 399   |
| 12    | Беларусь   | Саша Захарик          | 397   |
| 13    | Казахстан  | Дуэт «Сарын»          | 393   |
| 14    | Эстония    | Кристьян Касеару      | 379   |